# Guillermina Mekuy

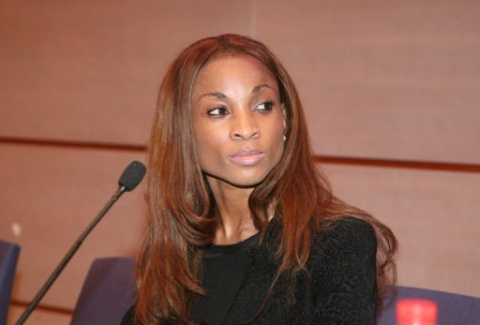
Guillermina Mekuy

Guillermina Mekuy (ur. 25 czerwca 1982) – pisarka i polityk z Gwinei Równikowej.
Należy do grupy etnicznej Fang. Pochodzi z rodziny o tradycjach politycznych. Urodziła się w Evinayong w kontynentalnej części kraju jako szóste z siódemki dzieci. Studiowała prawo i nauki polityczne na Uniwersytecie Autonomicznym w Madrycie. Po powrocie do kraju zaangażowała się w życie polityczne, przede wszystkim w kształtowanie polityki kulturalnej Gwinei. Była powoływana kolejno na stanowiska dyrektora generalnego odpowiadającego za biblioteki i muzea (2008-2009), sekretarza stanu w ministerstwie kultury (2009-2012), ministra kultury i turystyki (2012-2016) oraz ministra kultury i rzemiosła (2016-2017). W 2012, jako najmłodsza kobieta w historii Gwinei, została wybrana do senatu. Była również inicjatorką powstania Biblioteki Narodowej w Malabo, jako pierwsza kierowała też tą instytucją. Nadzorowała nadto powstanie sieci bibliotek prowincjonalnych oraz sprowadzenie książkobusów z Hiszpanii.
Jej dorobek literacki obejmuje powieści El llanto de la perra (2005), Las tres vírgenes de Santo Tomás (2008) i Tres almas para un corazón (2011)
. W swojej twórczości dotyka tematyki związanej z fundamentalizmem religijnym i walką o wyzwolenie społeczne kobiet.